# Natasha Lyonne
Natasha Bianca Lyonne Braunstein (AFI: [liˈoʊn] lee-OHN; em hebraico: נטשה ביאנקה ליון בראונשטיין; romaniz.: Natsha Bianka Liyon Braunstein; nascida em Nova York, Estados Unidos, em 4 de abril de 1979) é uma atriz, diretora, roteirista e produtora norte-americana. Conhecida pela sua distinta voz rouca e personalidade forte, ela recebeu reconhecimento da crítica através de dois Prêmios Screen Actors Guild, junto de indicações para cinco Prêmios Emmy, dois Prêmios Globo de Ouro, e um Prêmio Critics' Choice Television.
Depois de trabalhar como atriz infantil, Lyonne ganhou popularidade nos anos 1990 com seus papéis em Everyone Says I Love You (1996), Slums of Beverly Hills (1998), But I'm a Cheerleader (1999), and American Pie (1999). Depois de várias aparições em filmes independentes na década de 2000, ela ganhou maior reconhecimento do público com sua interpretação de Nicky Nichols na série da Netflix Orange Is the New Black (2013–2019). Seu trabalho subsequente na televisão incluem o papel de Nadia Vulvokov na série de comédia dramática da Netflix, Russian Doll (2019–2022), na qual também co-criou, escreveu, produziu, e dirigiu, além de ter trabalhado também na produção executiva. Para este último, Lyonne recebeu indicações para três Emmys. Atualmente ela estrela a série da Peacock, Poker Face (2023–presente). Ela foi nomeada uma das 100 pessoas mais influentes do mundo pela Revista Time em 2023.
Outros créditos no cinema também incluem Todo Mundo em Pânico 2 (2001), Blade: Trinity (2004), Robôs (2005), All About Evil (2010), Sleeping with Other People (2015), Hello, My Name Is Doris (2015), Addicted to Fresno (2015), Antibirth (2016), Yoga Hosers (2016), e Ad Astra (2019).

## Início da vida
Natasha Braunstein nasceu em Nova Iorque, filha de Ivette Lyonne Buchinger, uma consultora de licenciamento de produtos, e Aaron Braunstein, um nativo de Brooklyn, que trabalhou como promotor de boxe, piloto de corrida e apresentador de rádio. Lyonne cresceu em um lar de judeus ortodoxos, emigrando para Israel, onde morou por um ano e meio. Enquanto morava em Israel, Lyonne participou no filme infantil israelense April Fool (em hebraico: אחד באפריל), que despertou seu interesse em atuação. Sua mãe nasceu em Paris, com pais judeus húngaros sobreviventes do  Holocausto.
Lyonne brincou que sua família consiste em "lado paterno, Flatbush, e lado materno, Auschwitz". Sua avó Ella, veio de uma família grande, mas só ela, duas irmãs e dois irmãos sobreviveram, na qual Lyonne atribuiu seus cabelos loiros e olhos azuis. O avô de Lyonne, Morris Buchinger, operava uma empresa de relógios em Los Angeles. Durante a Segunda Guerra Mundial, ele se escondeu em Budapeste como um não-judeu, trabalhando em uma fábrica de couro. Lyonne viveu seus primeiros anos de vida em Great Neck, Nova York.  Com o divórcio dos pais, ela e seu irmão mais velho, Adam, voltaram para os Estados Unidos com sua mãe. E depois da mudança, Lyonne estudou na Ramaz, uma escola particular judaica, o de Lyonne tinha uma bolsa de estudos e tinha aulas sobre o Talmude e leitura de Aramaico. Ela foi expulsa no seu ano de veterana por vender maconha para seus colegas. Lyonne cresceu no Upper East Side, onde ela se sentia deslocada.
Sua mãe se mudou para Miami e Lyonne frequentou brevemente a Miami Country Day School. Ela não se graduou no ensino médio, deixando antes do último ano para cursar um um programa de cinema na Universidade de Nova Iorque, na Tisch School of the Arts, na qual frequentou por um curto período, estudando Cinema e Filosofia. Sua graduação no ensino médio dependia de completar o primeiro no na Tisch, mas ela deixou o programa porque não tinha como pagar a instituição.
Lyonne se afastou do seu pai, que foi um candidato do Partido Democrata para o Conselho de Nova York para o Distrito de Manhattan em 2013, e viveu no Upper East Side até sua morte em outubro de 2024 Ela disse não ser próxima de sua mãe, que morreu em 2013, e viveu essencialmente independente da sua família desde seus 16 anos.

## Carreira
Lyonne é talvez mais conhecida por seus papéis nos dois primeiros American Pie como a rabugenta Jessica. Ela também apareceu em mais de 30 outros filmes, incluindo os papéis principais nos filmes independentes Slums of Beverly Hills e But I'm a Cheerleader. Lyonne também apareceu em Party Monster, em 2003.
Lyonne está atualmente atuando na série Russian Doll, uma série original da Netflix, no papel de Nadia Vulvokov. A série estreou em fevereiro de 2019.

## Prisão
Em 2001, foi presa por direção perigosa e sob efeito de álcool, depois de bater o seu carro alugado e fugir do local.

## Filmografia

### Filme
| Ano  | Título                                       | Papel                               | Notas                                                   |
| ---- | -------------------------------------------- | ----------------------------------- | ------------------------------------------------------- |
| 1986 | Heartburn                                    | Rachel's Niece                      | Não creditada                                           |
| 1989 | April Fool                                   | Natasha                             |                                                         |
| 1990 | A Man Called Sarge                           | Arab Girl                           |                                                         |
| 1993 | Dennis the Menace                            | Polly                               |                                                         |
| 1996 | Everyone Says I Love You                     | Djuna "DJ" Berlin                   |                                                         |
| 1998 | Slums of Beverly Hills                       | Vivian Abromowitz                   |                                                         |
| 1998 | Krippendorf's Tribe                          | Shelly Krippendorf                  |                                                         |
| 1998 | Modern Vampires                              | Rachel                              |                                                         |
| 1999 | American Pie                                 | Jessica                             |                                                         |
| 1999 | Detroit Rock City                            | Christine Sixteen                   |                                                         |
| 1999 | Freeway II: Confessions of a Trickbaby       | Crystal "Garota Branca" Van Meuther | Também como produtora associada                         |
| 1999 | But I'm a Cheerleader                        | Megan Bloomfield                    |                                                         |
| 1999 | The Auteur Theory                            | Rosemary Olson                      |                                                         |
| 2001 | Plan B                                       | Kaye                                |                                                         |
| 2001 | Fast Sofa                                    | Tamara Jenson                       |                                                         |
| 2001 | Scary Movie 2                                | Megan Voorhees                      |                                                         |
| 2001 | American Pie 2                               | Jessica                             |                                                         |
| 2001 | The Grey Zone                                | Rosa                                |                                                         |
| 2001 | Kate & Leopold                               | Darci                               |                                                         |
| 2002 | Comic Book Villains                          | Judy Link                           |                                                         |
| 2002 | Zig Zag                                      | Jenna the Working Girl              |                                                         |
| 2002 | Night at the Golden Eagle                    | Amber                               |                                                         |
| 2003 | Die, Mommie, Die!                            | Edith Sussman                       |                                                         |
| 2003 | Party Monster                                | Brooke                              |                                                         |
| 2004 | America Brown                                | Vera                                |                                                         |
| 2004 | Madhouse                                     | Alice                               |                                                         |
| 2004 | Blade: Trinity                               | Sommerfield                         |                                                         |
| 2005 | Robots                                       | Loretta Geargrinder (voz)           |                                                         |
| 2005 | My Suicidal Sweetheart                       | Grace                               |                                                         |
| 2008 | Tricks of a Woman                            | Sally                               |                                                         |
| 2009 | The Immaculate Conception of Little Dizzle   | Tracy                               |                                                         |
| 2009 | Jelly                                        | Mona Hammel                         |                                                         |
| 2009 | Goyband                                      | Fani                                |                                                         |
| 2009 | Running Away with Blackie                    | Motel Clerk                         | Curta-metragem                                          |
| 2009 | Outrage: Born in Terror                      | Molly                               |                                                         |
| 2009 | Heterosexuals                                | Ellia                               |                                                         |
| 2010 | All About Evil                               | Deborah Tennis                      |                                                         |
| 2011 | 4:44 Last Day on Earth                       | Tina                                |                                                         |
| 2011 | Night Club                                   | Mrs. Keaton                         |                                                         |
| 2012 | American Reunion                             | Jessica                             |                                                         |
| 2013 | 7E                                           | Yael                                |                                                         |
| 2013 | He's Way More Famous Than You                | Herself                             |                                                         |
| 2013 | The Rambler                                  | Cheryl                              |                                                         |
| 2013 | G.B.F.                                       | Ms. Hogel                           |                                                         |
| 2013 | Girl Most Likely                             | Allyson                             |                                                         |
| 2013 | Clutter                                      | Lisa Bradford                       |                                                         |
| 2014 | Loitering with Intent                        | Kaplan                              |                                                         |
| 2015 | Addicted to Fresno                           | Martha Jackson                      |                                                         |
| 2015 | Sleeping with Other People                   | Kara                                |                                                         |
| 2015 | Hello, My Name Is Doris                      | Sally                               |                                                         |
| 2015 | Bloomin Mud Shuffle                          | Jock                                |                                                         |
| 2015 | #Horror                                      | Emma                                |                                                         |
| 2016 | Yoga Hosers                                  | Tabitha Collette                    |                                                         |
| 2016 | The Intervention                             | Sarah                               |                                                         |
| 2016 | Darby Forever                                | The Baddest Girl                    | Curta-metragem                                          |
| 2016 | Antibirth                                    | Lou                                 | Também sendo produtora                                  |
| 2016 | Adam Green's Aladdin                         | Mom                                 |                                                         |
| 2016 | The Realest Real                             | Herself                             | Curta-metragem                                          |
| 2016 | Jack Goes Home                               | Nancy                               |                                                         |
| 2017 | Girlfriend's Day                             | Miss Taft                           |                                                         |
| 2017 | Handsome                                     | Det. Fleur Scozzari                 |                                                         |
| 2017 | Cabiria, Charity, Chastity                   | Jules                               | Curta-metragem, também produtora, roteirista e diretora |
| 2018 | A Futile and Stupid Gesture                  | Anne Beatts                         |                                                         |
| 2018 | Family                                       | Juggalette                          |                                                         |
| 2018 | Show Dogs                                    | Mattie                              |                                                         |
| 2018 | Doulo                                        | Rena                                | Curta-metragem                                          |
| 2019 | Honey Boy                                    | Mrs. Lort                           |                                                         |
| 2019 | Ad Astra                                     | Tanya Pincus                        |                                                         |
| 2019 | Uncut Gems                                   | Boston Player Personnel (voz)       |                                                         |
| 2020 | Have a Good Trip: Adventures in Psychedelics | Herself                             |                                                         |
| 2020 | Irresistible                                 | Tina De Tessant                     |                                                         |
| 2021 | The United States vs. Billie Holiday         | Tallulah Bankhead                   |                                                         |
| 2022 | Glass Onion: A Knives Out Mystery            | Ela mesma                           | Cameo                                                   |
| 2023 | His Three Daughters                          | Rachel                              |                                                         |
| 2025 | The Smurfs Movie                             |                                     |                                                         |

### Televisão
| Ano            | Título                            | Papel         | Nota |
| -------------- | --------------------------------- | ------------- | --- |
| 1986–1987      | Pee-wee's Playhouse               | Opal          | |
| 2000           | Will & Grace                      | Gillian       | 3ª Temporada - Episódio 4: "Girl Trouble"                                                                                |
| 2011           | New Girl                          | Gretchen      | |
| 2012           | Weeds                             | Tiffani       | |
| 2012–2013      | Law & Order: Special Victims Unit | Gia           | |
| 2013–2019      | Orange Is the New Black           | Nicky Nichols | Indicada Emmy Awards de Melhor Atriz Convidada em Série de Comédia (2014)                                                |
| 2013           | NTSF:SD:SUV::                     | Srta. Barbato | 1 Episódio |
| 2016–2019      | Steven Universo                   | Quartzo Fumê  | Voz |
| 2019-2020      | Steven Universo Futuro            | Quartzo Fumê  | Voz (1 Episódio) |
| 2019- presente | Russian Doll                      | Nadia         | Pendente Emmy Awards de Melhor Atriz em Série de Comédia (2019) Emmy Awards de Melhor Roteiro em Série de Comédia (2019) |